# Pakistans parlament
Pakistans parlament, officiellt känt som Majlis-e-Shoora (Urdu: مجلس شوری) är det federala lagstiftande organet i Pakistan. Parlamentet sitter i Islamabad, och har ett tvåkammarsystem som består av Senat (överhuset) och Nationalförsamling (underhuset). Enligt artikel 50 i Pakistans konstitution ingår även presidenten.